# Ralf Seekatz
Ralf Seekatz (ur. 10 listopada 1972 w miejscowości Dernbach (Westerwald)) – niemiecki polityk i samorządowiec, poseł do landtagu Nadrenii-Palatynatu, burmistrz Westerburga, poseł do Parlamentu Europejskiego IX i X kadencji.

## Życiorys
W 1993 zdał egzamin maturalny, następnie kształcił się w zawodzie urzędnika przemysłowego. W 1998 uzyskał dyplom zawodowy FH w Mayen. W latach 1996–2006 pracował w administracji samorządowej, m.in. urzędzie gminy związkowej Montabaur.
Zaangażował się w działalność polityczną w ramach Unii Chrześcijańsko-Demokratycznej (CDU). W 1999 uzyskał mandat radnego Westerburga, a w 2007 został radnym powiatu Westerwald. W 2007 objął urząd burmistrza Westerburga. Rok wcześniej po raz pierwszy zasiadł w landtagu Nadrenii-Palatynatu. Z powodzeniem ubiegał się o reelekcję w wyborach w 2011 i 2016.
W listopadzie 2018 otrzymał drugie miejsce na krajowej liście CDU w wyborach do Parlamentu Europejskiego zaplanowanych na maj 2019. W wyniku tego głosowania uzyskał mandat eurodeputowanego IX kadencji. Z powodzeniem ubiegał się o poselską reelekcję w 2024.